# Греков, Александр Петрович (генерал)
Алекса́ндр Петро́вич Гре́ков (21 ноября (3 декабря) 1875 — 2 декабря 1959) — русский и украинский военачальник, участник Первой мировой и Гражданской войн, Георгиевский кавалер; генерал-майор (1917), генерал-хорунжий (1918), генерал-поручик (1919).

## Биография

### Происхождение и семья
По происхождению — из потомственных дворян Черниговской губернии, потомок древнего дворянского рода Грековых, происходившего, по семейному преданию, из Греции. Его предком считался грек Логофетос, прибывший в Московию в свите Софьи Палеолог в 1472 году.
Уроженец Орловской губернии. Православного вероисповедания.
- Отец — Петр Гавриилович Греков, на 1900 год — уездный исправник Трубчевского уездного полицейского управления Орловской губернии, коллежский советник[3]; землевладелец Черниговской губернии.
- Мать — Мария Григорьевна (Дидевич).
- Братья — Константин (юрист, мировой судья), Николай (инженер-железнодорожник), Григорий (студент-юрист, офицер военного времени). Сёстры — Анна, Юлия (замужем за судьёй).
- Жена (с 1905 года) — Наталья Ивановна, урождённая Кабат, дочь гофмейстера Высочайшего двора, тайного советника и сенатора Ивана Ивановича Кабата.
- Дети — дочь Елизавета (1906—2002), сын Олег (1914—1942).

Семья Александра Петровича Грекова жила в Санкт-Петербурге, а летом — в имении Кабатов, в Фатежском уезде Курской губернии, которое Наталия Ивановна унаследовала от своего отца.

### Образование
Окончив полный курс 4-й Московской гимназии, поступил на юридический факультет Императорского Московского университета, полный курс которого окончил в 1897 году с дипломом 1-й степени. Затем в 1899 году окончил Московское военное училище (полный курс по 1-му разряду, с занесением его имени на мраморную доску училища). С 1902 по 1905 год обучался в Николаевской академии Генерального штаба, окончил курс 2-х классов академии по 1-му разряду и дополнительный курс «успешно».

### Офицер русской армии
В военную службу вступил 3 сентября 1897 года юнкером Московского военного училища. В августе 1899 года, по окончании училища, был произведен из фельдфебелей в подпоручики, с зачислением по армейской пехоте и с прикомандированием к Лейб-гвардии Егерскому полку. Служил младшим офицером. В октябре 1900 года был зачислен в Лейб-гвардии Егерский полк подпоручиком гвардии со старшинством с 09.08.1899.
В августе 1902 года командирован в Санкт-Петербург, в Николаевскую академию Генерального штаба, где, после успешной сдачи вступительных экзаменов, в октябре того же года был зачислен в младший класс. В декабре 1903 года произведен в поручики гвардии. По окончании, по 1-му разряду, 2-х классов и дополнительного курса академии, в мае 1905 года за отличные успехи в науках произведен в штабс-капитаны гвардии.
По завершении учёбы в академии был причислен к Генеральному штабу и прикомандирован к Лейб-гвардии Егерскому полку на два года для прохождения цензового командования ротой. С 30.11.1905 по 19.01.1908 командовал ротой Лейб-гвардии Егерского полка.
В декабре 1907 года переведен в Генеральный штаб, с назначением старшим адъютантом штаба 2-й гренадерской дивизии (в Москве) и с переименованием из штабс-капитанов гвардии в Генерального штаба капитаны, а в апреле 1908 года назначен на должность старшего адъютанта штаба 1-й гвардейской пехотной дивизии (Санкт-Петербург).
В октябре 1910 года Греков был назначен помощником старшего адъютанта штаба войск Гвардии и Петербургского военного округа (Санкт-Петербург) (на этой должности занимался вопросами военной разведки).
В январе 1913 года назначен исправляющим должность штаб-офицера для поручений при том же штабе, а в апреле того же года произведен в Генерального штаба подполковники, с утверждением в занимаемой должности.
В январе 1914 года подполковник Греков назначен старшим адъютантом штаба войск Гвардии и Петербургского военного округа. Одновременно, с 1908 года, читал лекции по политической и военной истории и по тактике в петербургских военных училищах. С 1912 года — экстраординарный профессор на кафедре военной истории Николаевской военной академии.

#### Первая мировая война
Участник Первой мировой войны. 
18 июля 1914 года назначен врид (с 16 сентября — исправляющим должность) начальника штаба второочередной 74-й пехотной дивизии Северо-Западного фронта, а с конца 1914 года — 8-й армии Юго-Западного фронта, воевавшей в Карпатах.
В декабре 1914 года произведен в полковники.
В июне 1915 года был назначен исправляющим должность начальника штаба 1-й гвардейской пехотной дивизии
В апреле 1917 года исправляющий должность начальника штаба 1-й гвардейской пехотной дивизии полковник Греков был назначен командующим Лейб-гвардии Егерским полком (с зачислением по гвардейской пехоте). Полк под его командованием отличился в боях под Тарнополем летом 1917 года.
В августе 1917 года — назначен начальником штаба 6-го армейского корпуса (11-я армия, Юго-Западный фронт).
С 20 сентября 1917 года — генерал-майор.
В октябре 1917 года был назначен генерал-квартирмейстером штаба 1-й армии Северного фронта, но в должность, в связи с большевистским переворотом в Петрограде, не вступил (на 02.01.1918 — числился в распоряжении начальника штаба Северного фронта, подконтрольного большевикам).

### Генерал украинской армии
23 ноября 1917 года генерал Греков встретился в Киеве с Петлюрой и тот пообещал ему, учитывая просьбы сослуживцев Грекова по украинизированному 6-му армейскому корпусу, в ближайшее время назначить его на руководящую должность в вооружённые силы Украинской народной республики.
6 декабря 1917 года перешёл на службу в создаваемую украинскую армию. 12 дней командовал формируемой 2-й Сердюкской дивизией войск Центральной Рады, затем был назначен начальником штаба украинизируемого Киевского военного округа.
29 декабря 1917 года отставил службу и отправился к семье в Курскую губернию.
С марта 1918 года, после ввода германских войск на Украину, — помощник Военного министра Украинской народной республики (УНР). В чине генерал-хорунжего руководил всей технической работой министерства (министр Александр Жуковский занимался преимущественно политическими вопросами).
В конце апреля 1918 года, после прихода к власти генерала Скоропадского, был отстранён от должности. Находясь в оппозиции к гетману Скоропадскому, возглавил военное товарищество « (укр.) Батьківщина» («Родина»). В конце октября 1918 года, по настоянию этого союза, принял должность начальника Главного штаба в армии Скоропадского, на которой находился всего пять дней.
Был одним из первых генералов, поддержавших Петлюру и Директорию УНР в период антигетманского восстания. В ноябре 1918 года — главнокомандующий действующими армиями, назначен на этот пост Директорией УНР.
В декабре 1918 — январе 1919 года, по поручению Директории УНР, вёл переговоры с французским командованием в Одессе; с 18.12.1918 — командующий Южной группой войск армии УНР в Херсонской, Екатеринославской и Таврической губерниях.
В январе-феврале 1919 года — Военный министр Украинской народной республики, в феврале-марте — нака́зный атаман (командующий) армии УНР. Руководил укреплением Житомира и Бердичева, где располагались основные силы армии.
21 марта 1919 года — уволен в отставку по политическим причинам. Жил с семьёй в Станиславове как частное лицо.
16 мая 1919 года получил предложение возглавить украинскую Галицкую армию (УГА), которая отступала под натиском польских войск. С 09.06.1919 — главнокомандующий Галицкой армией, с 15.06.1919 — генерал-поручик. Быстро завоевал авторитет среди подчинённых. 7 июня утвердил план наступления генерала Омельяновича-Павленко, но в последний момент устранился от дел. Уже 8 июня украинские войска победили поляков в бою под Чортковом и взяли этот город. Затем были взяты ещё несколько городов, после чего генерал Греков направил войска УГА на Львов с хорошо организованной польской обороной. Из-за недостатка боеприпасов наступление захлебнулось и 28 июня 1919 года польские войска перешли в контрнаступление.
5 июля 1919 года, из-за неудач на фронте и последовавшего конфликта с властями ЗУНР, Греков подал в отставку и эмигрировал с семьёй, через Румынию и Сербию, в Австрию.

### В эмиграции
С весны 1920 года жил в Вене, с февраля 1921 года был заместителем председателя Всеукраинской национальной рады, находившейся в оппозиции к Петлюре и выступавшей за союз с Францией и Польшей. После того, как Рада признала принадлежность Галиции Польше, в ней произошёл кризис, и она прекратила своё существование. Затем редактировал газету «Украина», выпускавшуюся при финансовой поддержке Франции и Польши и прекратившую своё существование в 1922 году. С некоторыми другими бывшими деятелями Директории УНР подписал письмо в советское представительство с просьбой об амнистии. Про-польская ориентация Грекова дискредитировала его в глазах большей части украинской эмиграции, что привело к его отходу от политической деятельности.
В 1922 году вместе с семьёй поселился в купленном ими сельском доме под Веной, занимался птицеводством и огородничеством. В 1930 году вернулся в Вену, был безработным, с 1933 года был заведующим книжным складом общества распространения политико-экономических знаний. С 1934 года сотрудничал с российской эмигрантской организацией «Союз младороссов», публиковал статьи в её газетах.
Прекратил отношения с «младороссами» в 1938 году и вновь сблизился с деятелями украинской политической эмиграции, став членом венского отдела Украинской громады. В 1939 году неудачно пытался создать организацию «Украинское казачество». Приобрёл специальность бухгалтера и работал в Вене по специальности (с 1945 года — в гостинице «Де Франс»). В 1946 году получил австрийское гражданство.

### Арест, лагерь, последние годы жизни
Осенью 1948 года был арестован сотрудниками СМЕРШа и вывезен в СССР. Был заключён в Лукьяновскую тюрьму в Киеве, 6 июля 1949 года приговорён к 25 годам лишения свободы и отправлен в Озёрный лагерь в Сибирь. В 1956 году освобождён и вернулся в Вену. До конца жизни сохранял замечательную память и интерес к жизни.
Похоронен в городе Санкт-Андре-Вёрдерн, возле Вены.

## Сочинения
Написал статью «Воспоминания военного министра УНР генерала Грекова» // Вестник первопроходника : журнал. — Вена, 1965. — № 43.

## Награды
- Орден Святого Станислава 3-й степени (ВП от 06.12.1908)
- Орден Святой Анны 3-й степени (06.12.1911)
- Медаль «В память 100-летия Отечественной войны 1812 года» (1912)
- Медаль «В память 300-летия царствования Дома Романовых» (1913)
- Орден Святого Станислава 2-й степени (ВП от 06.12.1913)
- Орден Святого Владимира 4-й степени с мечами и бантом (ВП от 10.09.1915)
- Орден Святого Владимира 3-й степени с мечами (ВП от 25.09.1915)
- Орден Святой Анны 4-й степени с надписью «За храбрость» (ВП от 04.06.1916)
- Орден Святого Георгия 4-й степени (утв. ВП от 18.07.1916), — …за то, что, исполняя должность начальника штаба 74-й пехотной дивизии, в боях с 7-го по 18-е февраля 1915 года в долине р. Ломницы, составил план операции, принимал деятельное участие в её выполнении, неоднократно находясь под действительным артиллерийским огнём. Результатом этих боёв было овладение позициями противника, с пленением 25-ти офицеров, 2541 нижнего чина, с захватом двух орудий и пяти пулеметов.

## Память
- В соответствии с Постановлением Верховной Рады Украины № 184-VIII от 11 февраля 2015 года, на Украине 140-летие со дня рождения украинского генерала Александра Петровича Грекова отмечалось на государственном уровне.
- Именем генерала Грекова названы улицы в городах Украины: в Киеве, Львове, Днепре, Сумах, Шостке, Глухове.

## Комментарии
1. ↑  Логофетос — официальный чин разведчика Константинопольской православной церкви Патриарха Геннадия II Схолария. Оставшийся в России Логофетос Патриарха Геннадия II Схолария был прозван Греком, а его потомки стали именоваться Грековыми.
2. ↑  В академии Александр Греков учился вместе со своими будущими сослуживцами по украинской армии — Владимиром Синклером, Александром Лигнау, Владиславом Дашкевичем-Горбацким.
3. ↑  Семья А. П. Грекова с лета 1915 года жила в своём имении в Курской губернии. В конце февраля 1918 года большевики отобрали имение, сожгли ценную библиотеку и часть дома, а семью выгнали (хотели их убить, но многие из крестьян заступились). До лета 1918 года они ютились у знакомых в Курске, затем были переправлены на Украину и поселены в Галиции — в Станиславове, в 1919 году — в Залещиках.